# نیکی واکر
جوزف نیکی واکر (انگلیسی: Joseph Nicol Walker؛ زادهٔ ۲۹ سپتامبر ۱۹۶۲) یک بازیکن فوتبال در پست دروازه‌بان اهل اسکاتلند است.

## باشگاهی
از باشگاه‌هایی که در آن بازی کرده‌است می‌توان به باشگاه فوتبال برنلی، باشگاه فوتبال مادرول، باشگاه فوتبال آبردین، باشگاه فوتبال هارت آف میدلوتیان، باشگاه فوتبال رنجرز، و باشگاه فوتبال لستر سیتی اشاره کرد.

## تیم ملی
وی همچنین در تیم ملی فوتبال اسکاتلند بازی کرده است.